# Космічний плюралізм

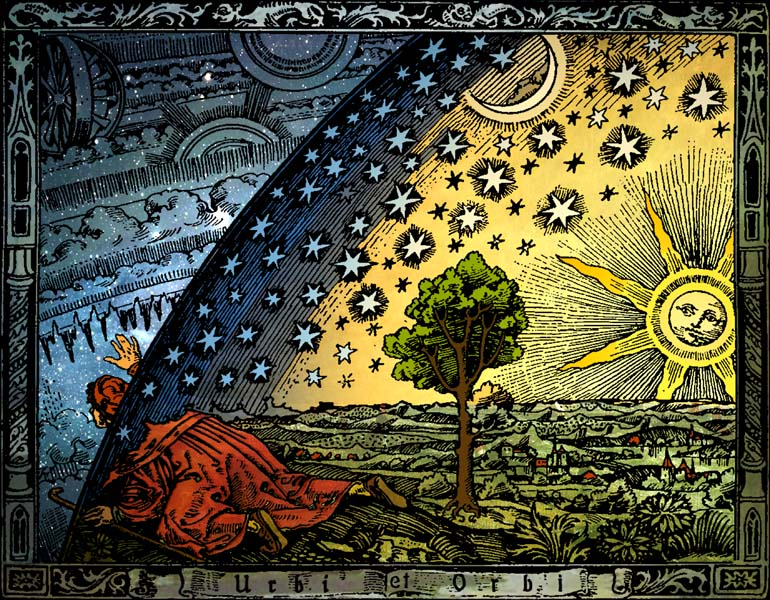
Проникнення до інших світів за небесним склепінням «Пласкої землі».
Гравюра Фламмаріона, 1888 м (розфарбована Хуго Хайкенвельдером в 1998 р)

Космічний плюралізм ( від  лат. pluralis  — безліч ) — теорія, яка передбачає існування безлічі інших, крім Землі, населених світів.

## Загальні уявлення
Космічний плюралізм, як гіпотеза існування безлічі, крім Землі, світів, є свого роду протилежністю гіпотезі унікальності Землі. Вперше це абстрактне допущення виникає в роботах Анаксимандра (610 р. до н. е.. — 546 р. до н. е..). У наступні століття ідея космічного плюралізму отримала широкий розвиток і поширення не тільки в середовищі філософів, але й астрономів, і суспільства в цілому.

## Погляди давньогрецьких мислителів
Ставлення до космічного плюралізму стародавніх греків мало чисто філософський характер, тобто, як до абстрактної метафізичної концепції, і не стосувалося космології. Погляди прихильників ґрунтувалися на уявлень про нескінченну безліч світів, які за своїми ознаками більше були схожі на паралельні всесвіти, ніж на окремі планетні системи. Слідом за Анаксимандром, подібних позицій дотримувалися Левкіпп, Демокріт і Епікур. Незважаючи на авторитетність їх думки, вагомість опонучого Платона і Аристотеля, стала визначальною у формуванні домінуючою точки зору наукової громадськості тих часів. Земля вважалася унікальною і, більш того, покладалася неможливим існування ніяких інших світів крім неї.
Пізніше підхід давньогрецьких супротивників космічного плюралізму став основою ідей геоцентричної системи Птолемея, а для християнських уявлень, послужив теоретичною базою в протистоянні в цьому питанні з опонентами.

## Погляди середньовіччя
Спочатку, в середні віки, розвиток ідей космічного плюралізму йде переважно за рахунок арабської культури. Так, казки Тисяча і одна ніч, описують космос, що складається з різних світів, причому, кожен зі своїми мешканцями. За розміром деякі з тих світів більше Землі.
З творчістю народів сходу перегукуються роботи ісламського філософа і шостого муджаддіда Фахруддін ар-Разі (1149–1209). Наприклад, в тафсирі Мафатіх аль-гайба (араб. مفاتح الغيب — Ключі від потаємного) він говорить про неможливість поєднати всемогутність Аллаха з існуванням лише одного єдиного світу:
 Відомо, що за межами світу лежить безмежна порожнеча, і також відомо, що сила Бога Найвисочайшего перевершує силу всіх можливих істот. Тому в Його, Найвисочайшего, силі створити тисячі тисяч світів за межами цього світу, і кожен з цих світів більше і масивніше нашого світу, маючи все, що має наш світ: … небеса, землю, сонце, місяць. Аргументи філософів на користь єдиності світу слабкі, тендітні аргументи, засновані на невиразних доводах. 
Таким чином, Фахруддін ар-Разі відкидає геоцентризм Аристотеля, Птолемея і Ібн Сіна. Для посилення богословської аргументації, він посилається на аят Корану з сури Аль-Фатіха: «Хвала Аллаху, Господу світів», звертаючи увагу на множину терміна «світ».
Опонентом в тлумаченні цього аята виступає, наприклад, Ібн Таймія. Він вважав, що в даному випадку маються на увазі всього лише світи створеного — світ рослин, світ тварин, світ людей, світ джинів, світ ангелів, і, невидимі оку, світи прихованого. А крім того, на його думку, мова також йде про світи умів (укул), бо, згідно хадисам, розум (акл) — найвище і шановане творіння Аллаха.

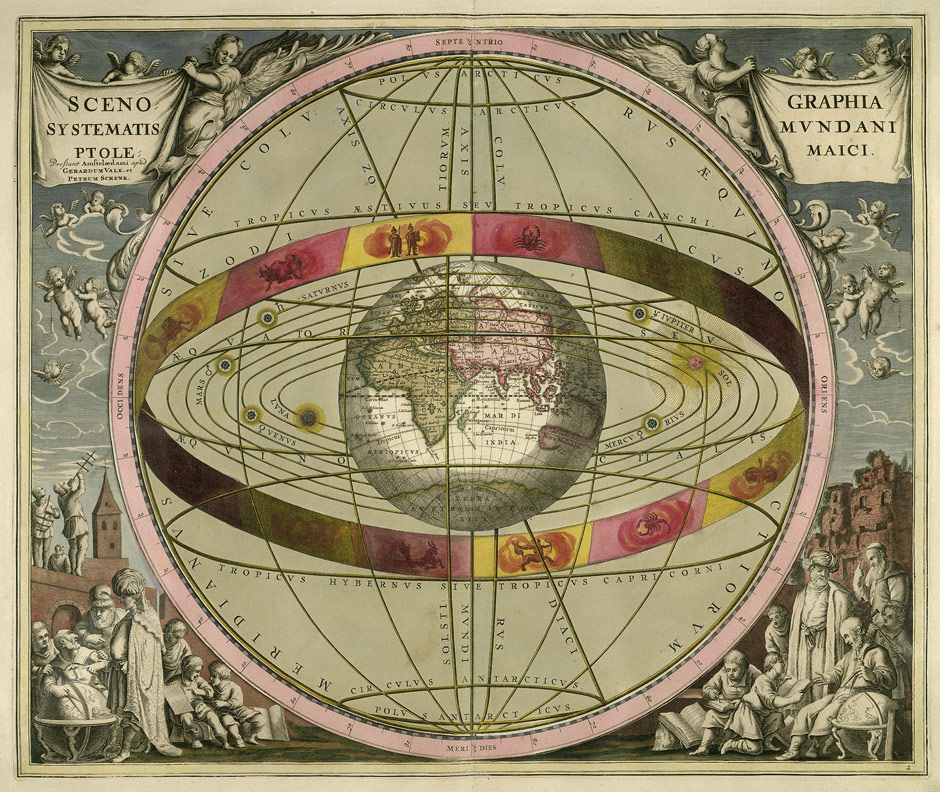
Геоцентрична система Птолемея (ілюстрація з атласу: Андреас Целларій Гармонія макрокосмосу (1660))

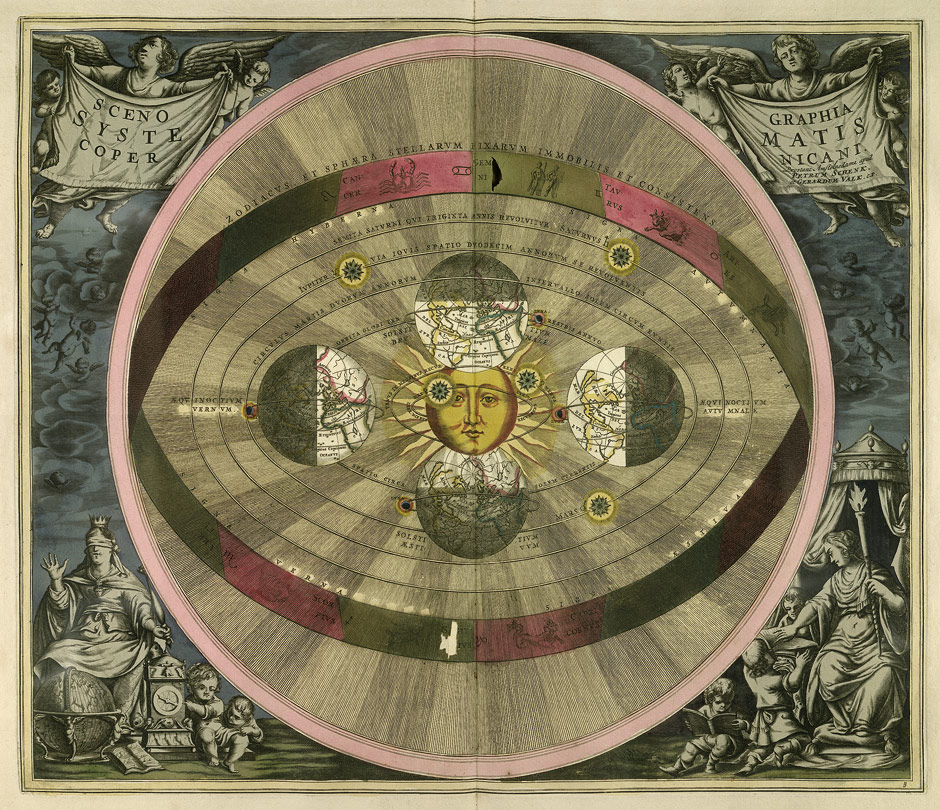
Геліоцентрична система Коперника (ілюстрація з атласу: Андреас Целларій Гармонія макрокосмосу (1660))

Завершення середніх віків було відзначено продовженням боротьби між геоцентричною системою Птолемея і геліоцентричною системою Коперника. Однак, такі досягнення, як винахід телескопа і відкриття законів Кеплера, створювали передумови для поступового домінування ідей плюралізму в науковому середовищі.

## Погляди епохи Відродження
Одним з найяскравіших учасників розвитку ідей космічного плюралізму епохи Відродження є Джордано Бруно, стверджував у своїх творах ідею існування нескінченно різних незліченних світів.

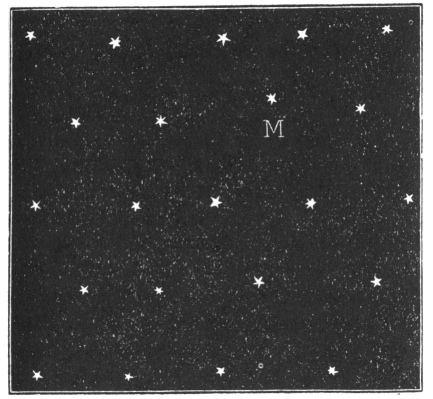
Всесвіт Джордано Бруно (ілюстрація з книги: Кеплер Й. Короткий виклад коперникової астрономії, 1618).
Літерою M відзначений наш світ.

Він вважав, що наслідком принципового тотожності земної і небесної матерії є гомогенність системи світобудови: ті матеріальні структури, які ми бачимо навколо себе, повинні існувати всюди у Всесвіті. Зокрема, всюди мають існувати планетні системи, подібні Сонячній:
 Існують … незліченні сонця, незліченні землі, які кружляють навколо своїх сонць, подібно до того як наші сім планет кружляють навколо нашого Сонця. 
Більше того, всі ці світи можуть бути населені, як і наша Земля. Планетні системи, а іноді самі планети, Бруно називав світами. Ці світи не відокремлені один від одного непроникними кордонами. Між ними всього лише простір.
Бруно був першим, хто припустив, що, принаймні, деякі зірки є далекими сонцями, центрами планетних систем. Однак, тут він виявляв деяку обережність, не виключаючи, що деякі із зірок можуть бути далекими планетами нашої Сонячної системи. Просто їх рух навколо Сонця непомітно, внаслідок їх величезних відстаней і тривалих періодів звернення.

## Погляди Нового часу
Наукова революція Нового часу і наступна епоха Просвітництва, зробили космічний плюралізм домінуючою точкою зору наукового середовища. Помітними роботами цього періоду став атлас  Андреаса Целларіуса Harmonia Macrocosmica (1660) (укр. Гармонія макрокосмосу), який зображає зоряне небо в баченні і Птолемея, і Коперника і книга Бернарда де Фонтенеля Entretiens sur la pluralité des mondes (1686) (укр. Бесіди про множинність світів), присвячена аналізу космології Коперника. Серед прихильників плюралізму виявилися не тільки філософи, наприклад, Джон Локк, або астрономи, наприклад, Вільям Гершель, але навіть і політики, в тому числі Джон Адамс і Бенджамін Франклін. В міру поширення ідей наукового скептицизму, ставлення до космічного плюралізму остаточно переросло рамки просто філософії та богослов'я, ставши частиною питань, які відносяться до астрономії та біології.
В кінці XIX століття Каміль Фламмаріон, французький астроном, один їх основних популяризаторів плюралізму того часу, в книзі «La pluralité des Mondes habités» (1862) (рос. Множини населених світів), що витримав в перші 20 років більше 30 видань, висунув ідею, що жителі інших світів, це не просто різновид землян, а суто самостійні групи істот.

## Погляди Новітнього часу

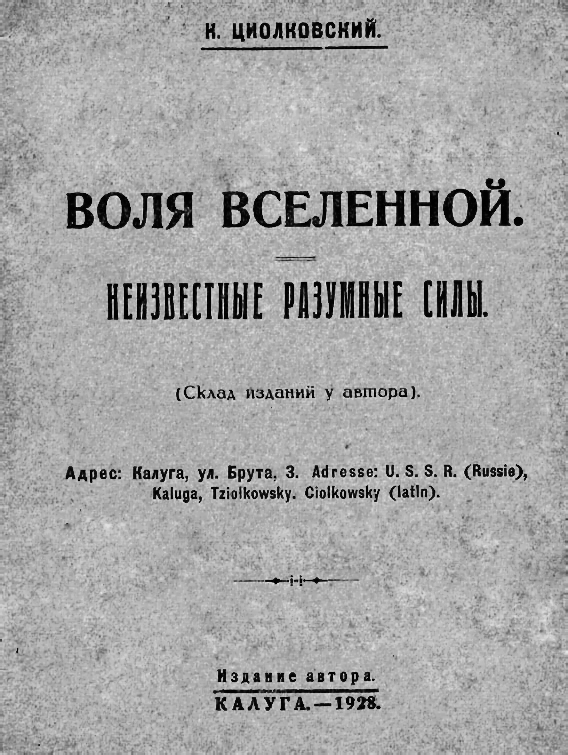
Книга К. Ціолковського Воля Всесвіту, 1928

Яскравим представником наукового співтовариства початку Новітньої історії, який займався питаннями космічного плюралізму, став Костянтин Ціолковський. Вважаючи, простір і час нескінченним, він вважав, нескінченним в космосі і число зірок, і планет : 37. Більш того, вважаючи космос заселеним більш досконалими істотами, ніж людина, він допускав їх деякий вплив на людство : 72 і навіть їх проникнення «у наш мозок і втручання їх у людські справи» :70.
Зросла, до 70-м — 80-м рокам XX століття, вагомість наукового скептицизму, що припускає, зокрема, перевіряємість і фальсифікуємість, багато в чому зменшило значення і частоту використання терміна «космічний плюралізм». Однак, дискусія по суті питання триває. Деякі, серед її учасників, наприклад, Карл Саган або Френк Дрейк, цілком можуть вважатися прихильниками плюралізму, а прихильники гіпотези унікальності Землі — їх опонентами або скептиками.